# 金洛克 (密西西比州)
金洛克（英語：Kinlock）是位於美國密西西比州森弗勞爾縣的非建制地區。

## 歷史
金洛克的郵局於1879年設立，其後於1882年停運。

## 地理
金洛克所處的海拔為高於海平面36米（即118英呎），而該地所採用的時區為UTC-6，即北美中部時區（CST）。同時該地設有夏令時間，為UTC-6調快一小時，即UTC-5（CDT）。